# Korozé
Korozé (auch: Korazé, Korozey) ist ein Dorf in der Landgemeinde Liboré in Niger.

## Geographie
Das von einem traditionellen Ortsvorsteher (chef traditionnel) geleitete Dorf liegt am linken Ufer des Flusses Niger. Es befindet sich rund 500 Meter nordwestlich des Hauptorts Liboré der gleichnamigen Landgemeinde, die zum Departement Kollo in der Region Tillabéri gehört. Zu weiteren Siedlungen in der Umgebung von Korozé zählen Mallaleye im Nordwesten und Bangoubanda im Nordosten.
Korozé ist Teil der Übergangszone zwischen Sahel und Sudan. Die durchschnittliche jährliche Niederschlagsmenge beträgt hier zwischen 500 und 600 mm.

## Geschichte
Bei einer Untersuchung im Jahr 1983 waren in den Dörfern Korozé, Bangoubanda und Liboré Zarma 79 Prozent von 217 Kindern im Alter von 10 bis 14 Jahren an Schistosomiasis erkrankt. In allen Altersgruppen betrug die Infektionsrate 57 Prozent bei 1238 untersuchten Personen.

## Bevölkerung
Bei der Volkszählung 2012 hatte Korozé 535 Einwohner, die in 61 Haushalten lebten. Bei der Volkszählung 2001 betrug die Einwohnerzahl 333 in 42 Haushalten und bei der Volkszählung 1988 belief sich die Einwohnerzahl auf 135 in 23 Haushalten.

## Wirtschaft und Infrastruktur
Es gibt ein Schulzentrum im Dorf. Durch Korozé verläuft die 101,2 Kilometer lange Nationalstraße 31 zwischen Niamey und Kirtachi. Die Straße ist in diesem Abschnitt asphaltiert.